# 小行星18775
小行星18775（18775 Donaldeng）是一颗绕太阳运转的小行星，为主小行星带小行星。该小行星于1999年5月10日发现。

## 轨道参数
小行星18775的轨道半长轴为2.3415957 UA，离心率为0.096。